# Erica omninoglabra
Erica omninoglabra là một loài thực vật có hoa trong họ Thạch nam. Loài này được H.A.Baker mô tả khoa học đầu tiên năm 1975.